# Chum Saeng (huyện)
Chum Saeng (tiếng Thái: ชุมแสง) là một huyện (amphoe) ở tỉnh Nakhon Sawan, phía bắc Thái Lan.

## Lịch sử
Chum Saeng là một huyện cũ của Nakhon Sawan. Chính phủ đã tách một số khu vực của huyện Mueang Nakhon Sawan để lập tambon Koei Chai. Năm 1903, Bộ nội vụ Thái Lan đã nâng tambon này thành huyện Phan Lan, đặt tên theo tambon trung tâm. Vài năm sau, tên đã được đổi thành Koei Chai. Trụ sở huyện đã được dời đến bờ tây sông Nan và huyện được đổi tên thành Chum Saeng năm 1915.

## Địa lý
Các huyện giáp ranh (từ phía bắc theo chiều kim đồng hồ) là Pho Thale và Bang Mun Nak của tỉnh Phichit, Nong Bua, Tha Tako, Mueang Nakhon Sawan và Kao Liao của tỉnh Nakhon Sawan.

## Hành chính
Huyện này được chia thành 12 phó huyện (tambon), các đơn vị này lại được chia ra thành 131 làng (muban). Chum Saeng là thị xã (thesaban mueang) nằm trên toàn bộ tambon Chum Saeng. Thap Krit là một thị trấn (thesaban tambon) nằm trên một phần của tambon cùng tên. Có 11 Tổ chức hành chính tambon.
| STT | Tên           | Tên tiếng Thái | Số làng | Dân số |  |
| --- | ------------- | -------------- | ------- | ------ |  |
| 1.  | Chum Saeng    | ชุมแสง          | -       | 9.816  |  |
| 2.  | Thap Krit     | ทับกฤช          | 19      | 9.614  |  |
| 3.  | Phikun        | พิกุล            | 10      | 3.402  |  |
| 4.  | Koei Chai     | เกยไชย         | 17      | 7.834  |  |
| 5.  | Tha Mai       | ท่าไม้           | 15      | 8.207  |  |
| 6.  | Bang Khian    | บางเคียน        | 14      | 5.121  |  |
| 7.  | Nong Krachao  | หนองกระเจา     | 14      | 4.508  |  |
| 8.  | Phan Lan      | พันลาน          | 8       | 4.362  |  |
| 9.  | Khok Mo       | โคกหม้อ         | 8       | 4.420  |  |
| 10. | Phai Sing     | ไผ่สิงห์          | 10      | 3.101  |  |
| 11. | Khamang       | ฆะมัง           | 8       | 3.842  |  |
| 12. | Thap Krit Tai | ทับกฤชใต้        | 8       | 3.262  |  |